# Liste der Einträge im National Register of Historic Places im Richmond County (New York)

Lage des Richmond County (Staten Island) in New York

Die Liste der Denkmäler im National Register of Historic Places im Richmond County umfasst alle im New Yorker Stadtbezirk Staten Island und somit im Richmond County in das National Register of Historic Places aufgenommene Bauwerke. Unter den 51 Einträgen sind vier National Historic Landmarks und ein National Historic Landmark District. Unter den übrigen Einträgen befinden sich vier weitere historische Distrikte.

## Liste der Denkmäler
|    | Bezeichnung                                               | Bild                                   | Datum der Eintragung | Lage                                                                                   | Stadtviertel       | Beschreibung |
| -- | --------------------------------------------------------- | -------------------------------------- | -------------------- | -------------------------------------------------------------------------------------- | ------------------ | --- |
| 1  | Elizabeth Alice Austen House                              |                                        | 28. Juli 1970        | 2 Hylan Blvd. 40° 36′ 54″ N, 74° 3′ 49″ W                                              | Rosebank           | |
| 2  | Battery Weed                                              |                                        | 20. Jan. 1972        | Fort Wadsworth Reservation 40° 36′ 19″ N, 74° 3′ 17″ W                                 | Fort Wadsworth     | |
| 3  | Billou-Stillwell-Perine House                             |                                        | 1. Jan. 1976         | 1476 Richmond Rd. 40° 35′ 34″ N, 74° 6′ 3″ W                                           | Dongan Hills       | |
| 4  | Brighton Heights Reformed Church                          |                                        | 3. Juni 1982         | 320 St. Mark 40° 38′ 29″ N, 74° 4′ 43″ W                                               | Brighton Heights   | |
| 5  | Calvary Presbyterian Church                               |                                        | 21. Nov. 2002        | 909 Castleton Ave. 40° 38′ 6″ N, 74° 6′ 47″ W                                          | West New Brighton  | |
| 6  | Christ Church New Brighton (Episcopal)                    |                                        | 27. Mai 2004         | 76 Franklin Ave. 40° 38′ 36″ N, 74° 5′ 36″ W                                           | New Brighton       | |
| 7  | St. Andrew’s Church                                       |                                        | 6. Okt. 2000         | Arthur Kill und Old Mill Rd. 40° 34′ 22″ N, 74° 8′ 51″ W                               | Staten Island      | |
| 8  | Conference House                                          |                                        | 15. Okt. 1966        | Hylan Blvd. 40° 30′ 10″ N, 74° 15′ 14″ W                                               | Tottenville        | |
| 9  | Edgewater Village Hall and Tappen Park                    |                                        | 19. Mai 1980         | begrenzt von Wright, Water, Bay and Canal St. 40° 37′ 36″ N, 74° 4′ 40″ W              | Stapleton          | |
| 10 | Dr. Samuel MacKenzie Elliott House                        |                                        | 28. März 1980        | 69 Delafield Pl. 40° 38′ 38″ N, 74° 6′ 37″ W                                           | West New Brighton  | |
| 11 | Fire Fighter                                              |                                        | 30. Juni 1989        | Staten Island                                                                          | Staten Island      | |
| 12 | Fort Tompkins Quadrangle                                  |                                        | 30. Juli 1974        | Building 137, Fort Wadsworth 40° 36′ 0″ N, 74° 3′ 40″ W                                | Fort Wadsworth     | |
| 13 | Gardiner-Tyler House                                      |                                        | 23. Nov. 1984        | 27 Tyler St. 40° 37′ 24″ N, 74° 6′ 48″ W                                               | West New Brighton  | |
| 14 | Garibaldi Memorial                                        |                                        | 17. Apr. 1980        | 420 Tompkins Ave. 40° 36′ 54″ N, 74° 4′ 27″ W                                          | Rosebank           | |
| 15 | Hamilton Park Community Houses                            |                                        | 26. Sep. 1983        | 105 Franklin Ave., 66 Harvard Ave. und 32 Park Pl. 40° 38′ 30″ N, 74° 5′ 27″ W         | New Brighton       | |
| 16 | House at 5910 Amboy Road                                  |                                        | 16. Dez. 1982        | 5910 Amboy Rd. 40° 31′ 32″ N, 74° 12′ 17″ W                                            | Prince’s Bay       | |
| 17 | Peter Houseman House                                      |                                        | 29. Okt. 1982        | 308 St. John Ave. 40° 36′ 57″ N, 74° 8′ 12″ W                                          | Westerleigh        | |
| 18 | Houses at 364 and 390 Van Duzer Street                    |                                        | 14. Nov. 1982        | 364 and 390 Van Duzer St. 40° 37′ 45″ N, 74° 4′ 47″ W                                  | Stapleton          | |
| 19 | Jacques Marchais Center of Tibetan Art                    | Jacques Marchais Museum of Tibetan Art | 29. Mai 2009         | 338 Lighthouse Ave. 40° 34′ 34,8″ N, 74° 8′ 18,5″ W                                    | Staten Island      | |
| 20 | Kreischer House                                           |                                        | 29. Okt. 1982        | 4500 Arthur Kill Rd. 40° 31′ 57″ N, 74° 14′ 18″ W                                      | Charleston         | erbaut um 1885 |
| 21 | Kreuzer-Pelton House                                      |                                        | 29. Jan. 1973        | 1262 Richmond Ter. 40° 38′ 37″ N, 74° 6′ 43″ W                                         | West New Brighton  | |
| 22 | LaTourette House                                          |                                        | 5. März 1982         | Richmond Hill 40° 34′ 34″ N, 74° 8′ 50″ W                                              | New Springville    | 1836 errichtetes Backsteingebäude im Federal Style, das nun das Vereinshaus eines im städtischen Besitz stehenden Golfplatzes ist |
| 23 | McFarlane-Bredt House                                     |                                        | 8. Sep. 1983         | 30 Hylan Blvd. 40° 36′ 51″ N, 74° 3′ 51″ W                                             | Rosebank           | |
| 24 | Miller Army Air Field Historic District                   | Miller Field                           | 11. Apr. 1980        | New Dorp Lane 40° 33′ 51″ N, 74° 5′ 44″ W                                              | New Dorp Beach     | |
| 25 | Moore-McMillen House                                      |                                        | 23. Apr. 1980        | 3531 Richmond Rd. 40° 34′ 21″ N, 74° 8′ 21″ W                                          | Egbertville        | |
| 26 | Neville House                                             |                                        | 28. Juli 1977        | 806 Richmond Terrace 40° 38′ 40″ N, 74° 5′ 57″ W                                       | New Brighton       | |
| 27 | New Brighton Village Hall                                 |                                        | 15. Dez. 1978        | 66 Lafayette Ave. 40° 38′ 35″ N, 74° 5′ 46″ W                                          | New Brighton       | |
| 28 | New Dorp Light                                            |                                        | 28. Aug. 1973        | Altamont Ave., Staten Island 40° 34′ 50,9″ N, 74° 7′ 12,7″ W                           | New Dorp           | |
| 29 | Office Building and U.S. Light-House Depot Complex        |                                        | 15. Sep. 1983        | 1 Bay St. 40° 38′ 28″ N, 74° 4′ 30″ W                                                  | St. George         | |
| 30 | Old Orchard Shoal Light Station                           |                                        | 20. Sep. 2006        | in der Lower New York Bay, südlich vom New Dorp Beach 40° 30′ 44″ N, 74° 5′ 56″ W      | Lower New York Bay | |
| 31 | Our Lady of Mount Carmel Grotto                           |                                        | 2. Nov. 2000         | 36 Amity St. 40° 36′ 44″ N, 74° 4′ 31″ W                                               | Rosebank           | |
| 32 | Poillon-Seguine-Britton House                             |                                        | 2. Feb. 1984         | 360 Great Kills Rd. 40° 32′ 44″ N, 74° 8′ 25″ W                                        | Great Kills        | |
| 33 | Reformed Church on Staten Island                          | Reformed Church                        | 20. Jan. 2005        | 54 Port Richmond Ave. 40° 38′ 23″ N, 74° 7′ 58″ W                                      | Port Richmond      | |
| 34 | Sailors’ Snug Harbor National Register District           |                                        | 16. März 1972        | Richmond Ter. 40° 38′ 33″ N, 74° 6′ 10″ W                                              | Livingston         | |
| 35 | Sandy Ground Historic Archeological District              |                                        | 23. Sep. 1982        | Adresse Verschlußsache                                                                 | Staten Island      | |
| 36 | Scott-Edwards House                                       |                                        | 11. Feb. 1983        | 752 Delafiel Ave. 40° 37′ 43″ N, 74° 7′ 26″ W                                          | West New Brighton  | |
| 37 | Seaview Hospital                                          |                                        | 7. Sep. 2005         | 460 Brielle Ave. 40° 35′ 30″ N, 74° 7′ 58″ W                                           | Willowbrook        | |
| 38 | Seguine House                                             |                                        | 6. Mai 1980          | 440 Seguine Ave. 40° 31′ 0″ N, 74° 11′ 52″ W                                           | am Lemon Creek     | |
| 39 | St. Alban’s Episcopal Church                              |                                        | 29. Okt. 1982        | 76 St. Alban’s Place 40° 32′ 37″ N, 74° 9′ 40″ W                                       | Eltingville        | |
| 40 | St. Paul’s Memorial Church and Rectory                    |                                        | 21. Nov. 1980        | 225 St. Pauls Ave. 40° 37′ 55″ N, 74° 4′ 46″ W                                         | Stapleton          | |
| 41 | Standard Oil Company No. 16 (harbor tug)                  |                                        | 29. Nov. 2001        | 3001 Richmond Terrace 40° 38′ 18″ N, 74° 9′ 35″ W                                      | Mariners Harbor    | |
| 42 | Staten Island Borough Hall and Richmond County Courthouse |                                        | 6. Okt. 1983         | Richmond Terr. 40° 38′ 33″ N, 74° 4′ 35″ W                                             | St. George         | |
| 43 | Staten Island Light                                       |                                        | 30. Nov. 2005        | Südseite der Edinboro Rd., zwischen 402 and 426 Rd. 40° 34′ 33,6″ N, 74° 8′ 28,5″ W    | Staten Island      | |
| 44 | Louis A. and Laura Stirn House                            |                                        | 12. Nov. 2010        | 79 Howard Ave. 40° 37′ 43″ N, 74° 5′ 18″ W                                             | Staten Island      | Neuer Eintrag; Ref.-Nummer 10000899                                                                                               |
| 45 | Temple Emanu-El                                           |                                        | 2. Aug. 2007         | 984 Post Ave. 40° 37′ 56″ N, 74° 8′ 3″ W                                               | Port Richmond      | |
| 46 | Voorlezer’s House                                         |                                        | 15. Okt. 1966        | Arthur Kill Rd. gegenüber Center St. 40° 34′ 18″ N, 74° 8′ 52″ W                       | Richmondtown       | |
| 47 | Caleb T. Ward Mansion                                     |                                        | 26. Juli 1982        | 141 Nixon Ave. 40° 38′ 3″ N, 74° 4′ 53″ W                                              | Ward Hill          | |
| 48 | Ward’s Point Conservation Area                            |                                        | 29. Sep. 1982        | Adresse Verschlußsache                                                                 | Tottenville        | |
| 49 | Wards Point Archeological Site                            |                                        | 19. Apr. 1993        | Adresse Verschlußsache                                                                 | Tottenville        | |
| 50 | West Bank Light Station                                   |                                        | 9. Jan. 2007         | Leuchtturm in der New York Bay, östlich des New Dorp Beach 40° 32′ 17″ N, 74° 2′ 35″ W | New Dorp Beach     | |
| 51 | Woodrow Methodist Church                                  |                                        | 29. Okt. 1982        | 1109 Woodrow Rd. 40° 32′ 35″ N, 74° 12′ 6″ W                                           | Woodrow            | |